# Шамони-Мон-Блан

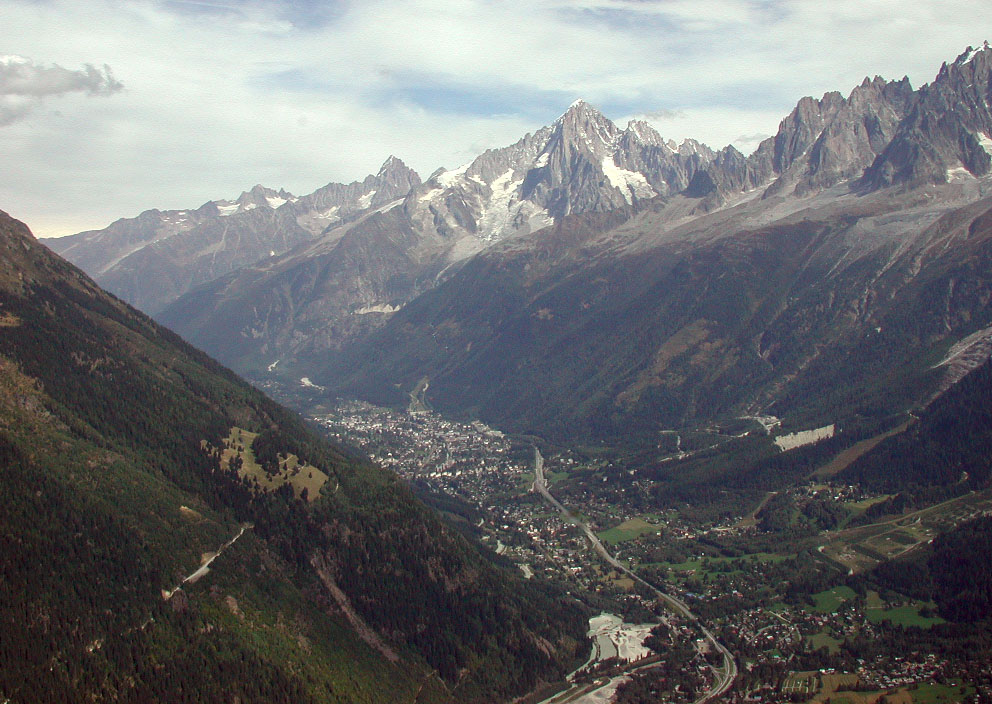
Шамони-Мон-Блан расположен в долине Альп

Шамони́-Мон-Блан, или просто Шамони́ (фр. Chamonix-Mont-Blanc [ʃa.mɔ.ni mɔ̃ blɑ̃], франкопров. Chamônix) — город и коммуна на востоке Франции, в департаменте Верхняя Савойя (историческая область Савойя).
Население — 9830 жителей (1999 год).
Расположен в Альпах, в узкой долине реки Арв (приток Роны), у подножия горы Монблан, в которой у Шамони прорыт тоннель, соединяющий Францию с Италией.
Шамони — центр популярного горнолыжного региона Шамони-Монблан.

## История
Долина Шамони впервые упоминается в 1091 году.
Появление первых туристов в регионе относится к началу XIX века, когда была создана фр. Compagnie des Guides de Chamonix. В 1921 году коммуна сменила название с Шамони на Шамони-Мон-Блан.
В 1924 году город получил широкую известность благодаря проведению здесь I зимних Олимпийских игр.
К середине XX века сельское хозяйство, бывшее некогда важным источником дохода для местных жителей, утратило свою популярность и экономическая активность в городе окончательно переместилась в сферу туризма. К концу XX века город мог одновременно принять до 60 тысяч туристов; всего в год Шамони принимал до 5 млн гостей.

## Горный спорт

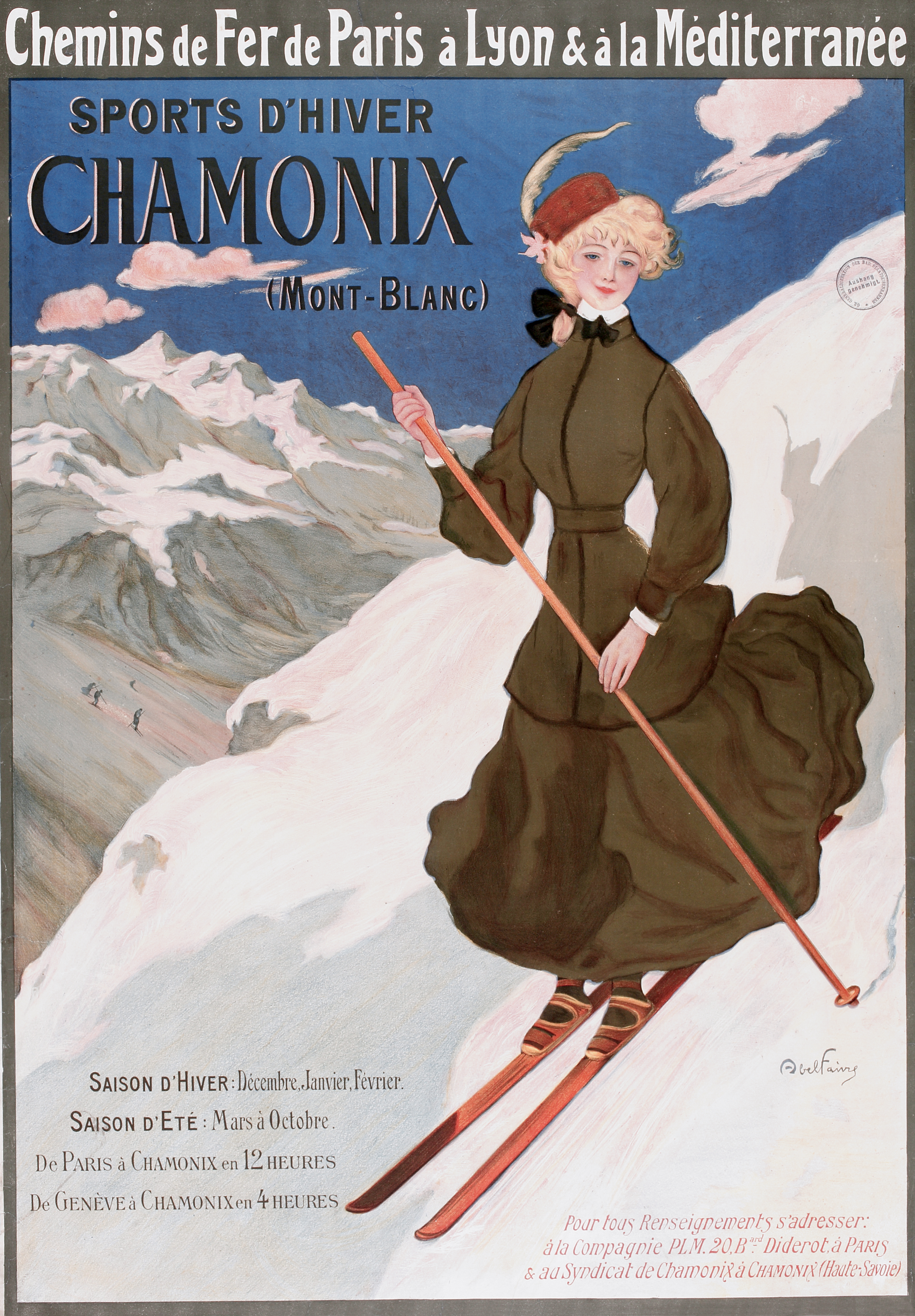
Плакат, рекламирующий Шамони как горнолыжный курорт. Абель Фавр, 1905

Коммуна Шамони, растянувшаяся на 16 км, издавна считается важным центром зимних видов спорта Французских Альп.
Сейчас Шамони известен как популярный и относительно доступный для любителей горных лыж и сноуборда курорт. Долина Шамони, протянувшаяся на 16 км, включает в себя несколько регионов катания: Гран-Монте, Ле-Тур, Лез-Уш, Бревен, Флежер, а также знаменитую Белую долину — внетрассовый спуск длиной около 20 км с вершины Эгюий-дю-Миди (3843 м). Канатная дорога, ведущая на вершину Эгюий-дю-Миди, на момент своей постройки (1955 год) являлась самой высотной в мире.

### Характеристики
- Перепад высот — 1008—3300 м[5]
- Трасс — 100
- Общая протяжённость трасс — 170 км
- Самая длинная трасса — 22 км
- Трассы для начинающих — 13
- Трассы средней сложности — 34
- Трассы для опытных лыжников — 32
- Сложные трассы — 21
- Количество подъёмников — 49
- Фуникулёры — 6
- Гондольные подъёмники — 4
- Кресельные подъёмники — 18
- Бугельные подъёмники — 21
- Равнинная лыжня — 42 км
- Общая площадь катания — 762 га

В Шамони нет единой зоны катания, связанной сетью подъёмников. До районов катания (Лё Бреван, Лез-Уш, Лё Тур, Аржантьер) нужно ехать 7—15 мин на автобусе (ski-bus).
Помимо этого Шамони, во многом благодаря близости Монблана, популярен у альпинистов и скалолазов, горных туристов. Летом в районе города функционируют многочисленные трассы для любителей горного велосипеда.

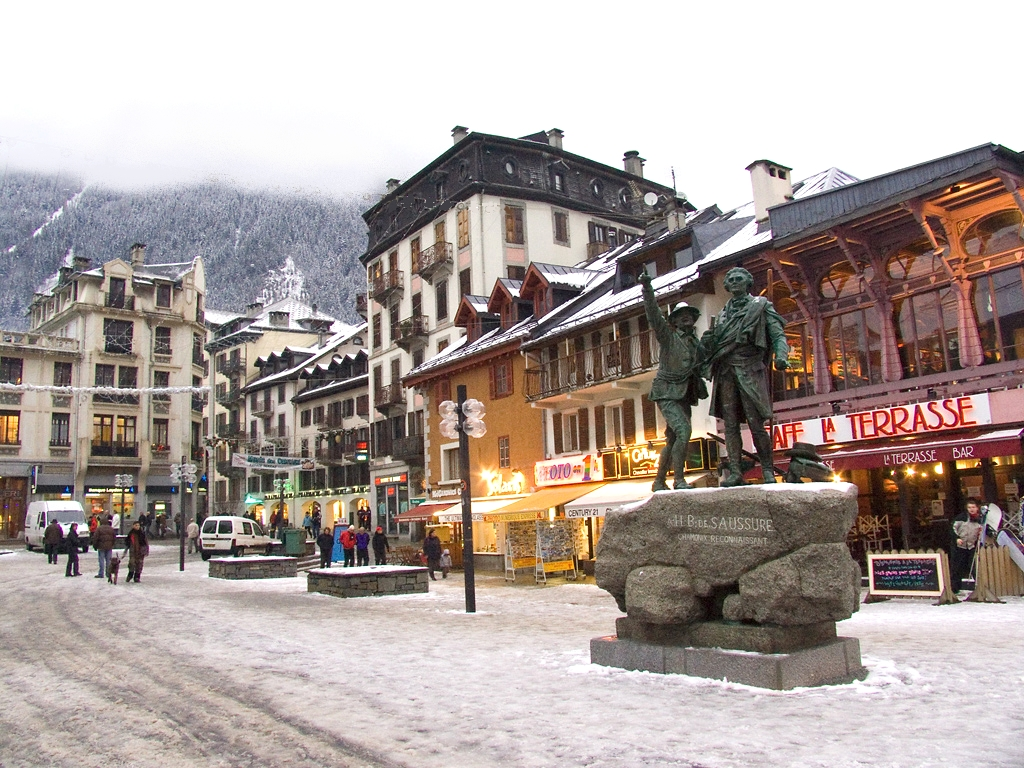
В центре Шамони

## Достопримечательности
- Горная железная дорога Монтанвер (Montenvers Railway) — горная железная дорога с третьим зубчатым рельсом, ведущая из Шамони к станции над ледником Мер-де-Глас.
- Трамвай Монблан (Mont Blanc Tramway) — горная железная дорога с третьим зубчатым рельсом, поднимающаяся на массив Монблан до высоты 2372 м.
- Альпийский музей.

## События
Октябрь, ноябрь, декабрь
- Турнир по кёрлингу Mac Kinlay
- Открытие восхождения — Open d’escalade
- Вершины туризма (Les Sommets du tourisme)
- Шоу «Прибытие Рождественского деда» («L’arrivée du Père Noël»)
- Corrida de Chamonix — гоночные состязания (конец декабря)

Январь, февраль, март
- Кандагар: Кубок мира по скоростному спуску
- Мемориал Michel-Richard Bozon: Слалом FIS
- Этап Мирового фрирайд-тура (Freeride World Tour)
- Чемпионат по автомобильному спорту «24 часа на льду»
- Международный фестиваль «Очень короткие ночи» («Nuits Trop Courtes»): показ короткометражных фильмов в присутствии режиссёров и актёров
- Chamonix Red Bull Snow Thrill — фрирайд (февраль).
- Детский карнавал. Шествие по улицам города Шамони (конец февраля)
- Cham Jam — соревнования в хафпайпе, бордеркроссе, Boss des Bosses (середина марта).
- Фестиваль художественных фильмов. «Предпремьеры» французских и зарубежных (оригинальные версии) фильмов.

## Экология
Долина реки Арв, в которой расположены город Шамони и близлежащая коммуна Пасси, по многим параметрам атмосферных загрязнений находится среди худших регионов Франции. Помимо туризма, основными источниками считаются грузовые перевозки по тоннелю Шамони-Мон-Блан, индустрия, расположенная в долине Пасси, а также частные домовладения, использующие дровяные печи для отопления.

## Известные люди
В гостевой книге отеля «Hôtel de l’Union» существует следующая запись композитора Ференца Листа: «Профессия — музыкант. Место рождения — Парнас. Откуда прибыл — из сомнения. Цель путешествия — правда». Венгерский композитор был в Шамони с 7 по 15 сентября 1836 года в сопровождении графини Марии д’Агу и писательницы Жорж Санд.
В Шамони находится могила выдающегося русского учёного, биолога, географа и путешественника — исследователя Средней Азии, в первую очередь Памира, — Алексея Павловича Федченко (1844—1873), погибшего при восхождении на Монблан 31 августа 1873 года. Над его могилой установлен гранитный камень с мраморной доской, на которой нанесена надпись: «Ты спишь, но труды твои не будут забыты». В Шамони также находится могила Эдуарда Уимпера — известного путешественника, первого покорителя горы Маттерхорн. Здесь умер политический и государственный деятель Франции Марсель Самба.

## Фотографии

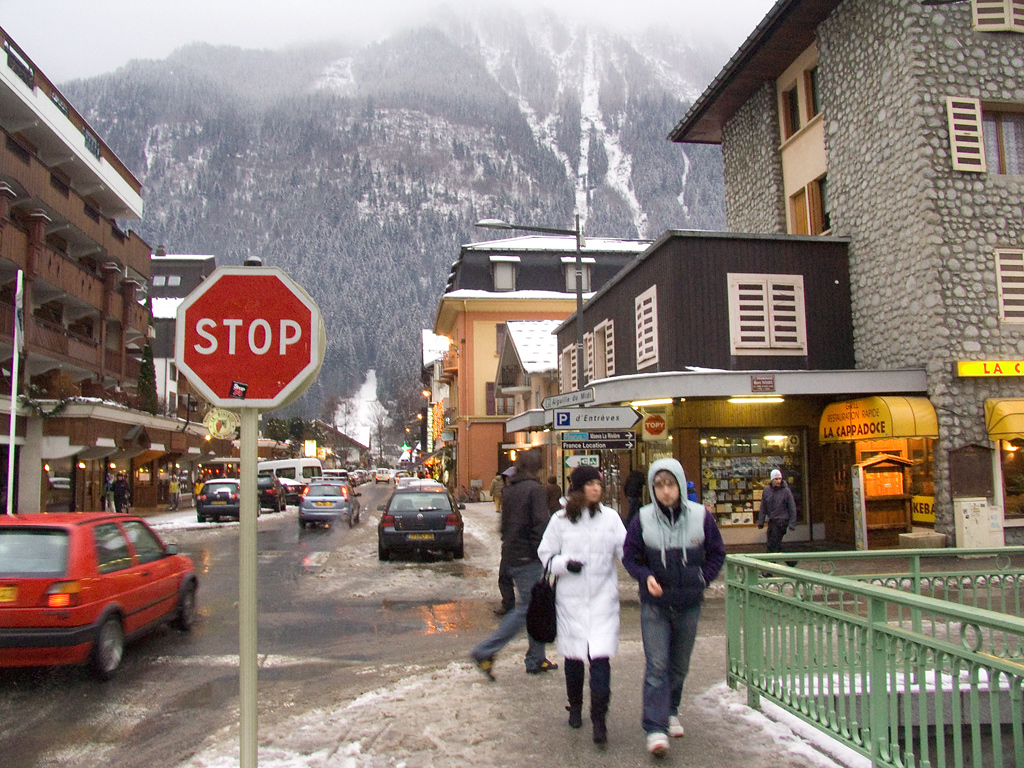
На одной из улиц города
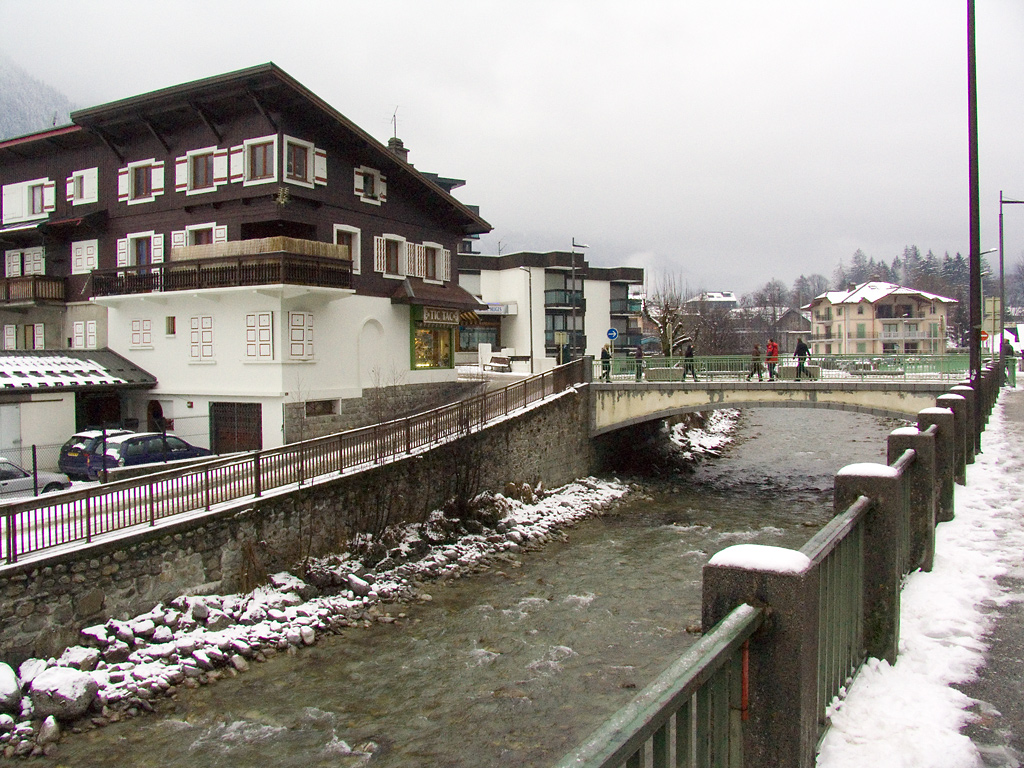
Река Арв в центре Шамони
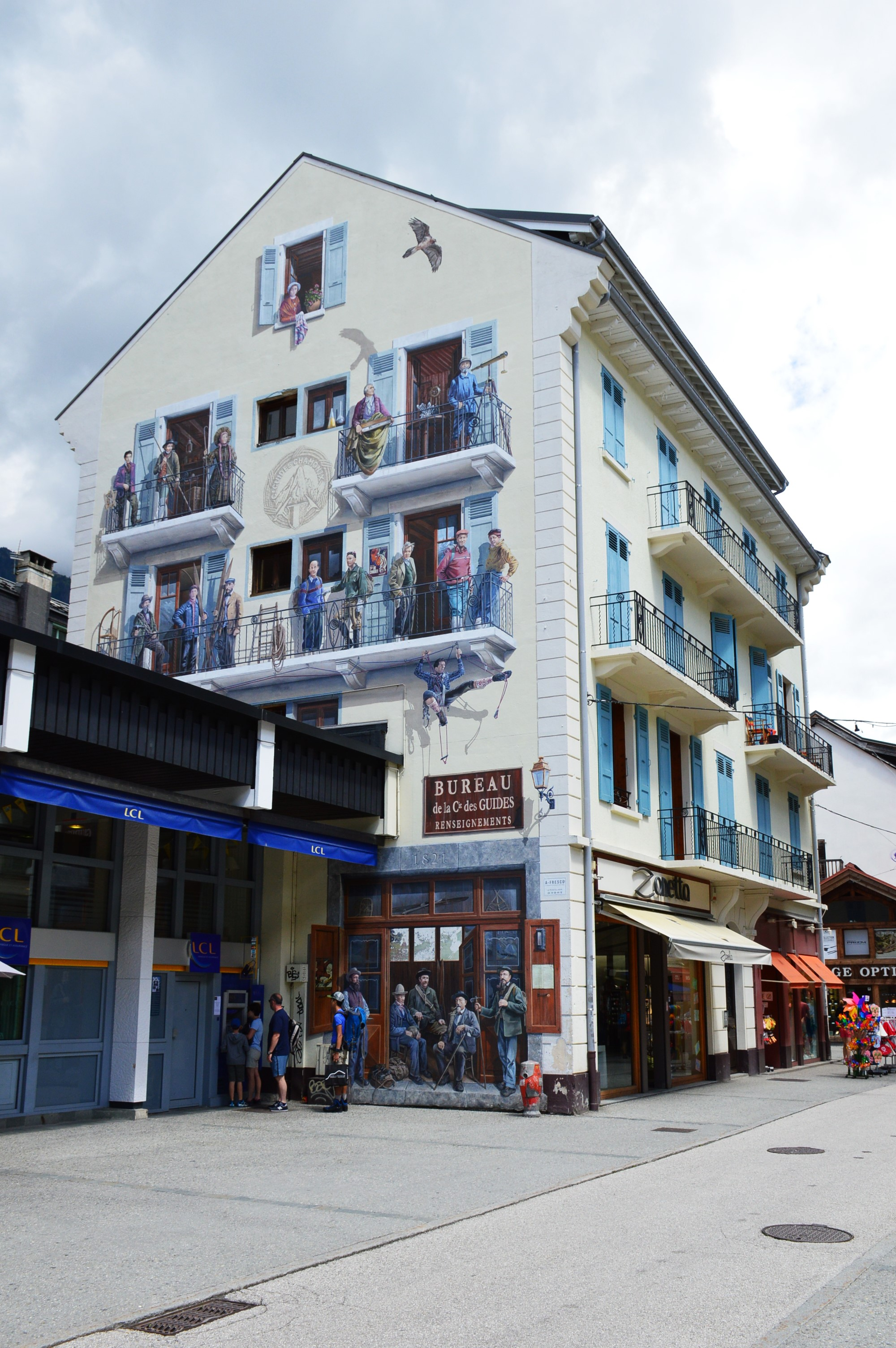
Мурал на здании по адресу: 70 Rue du Dr Paccard
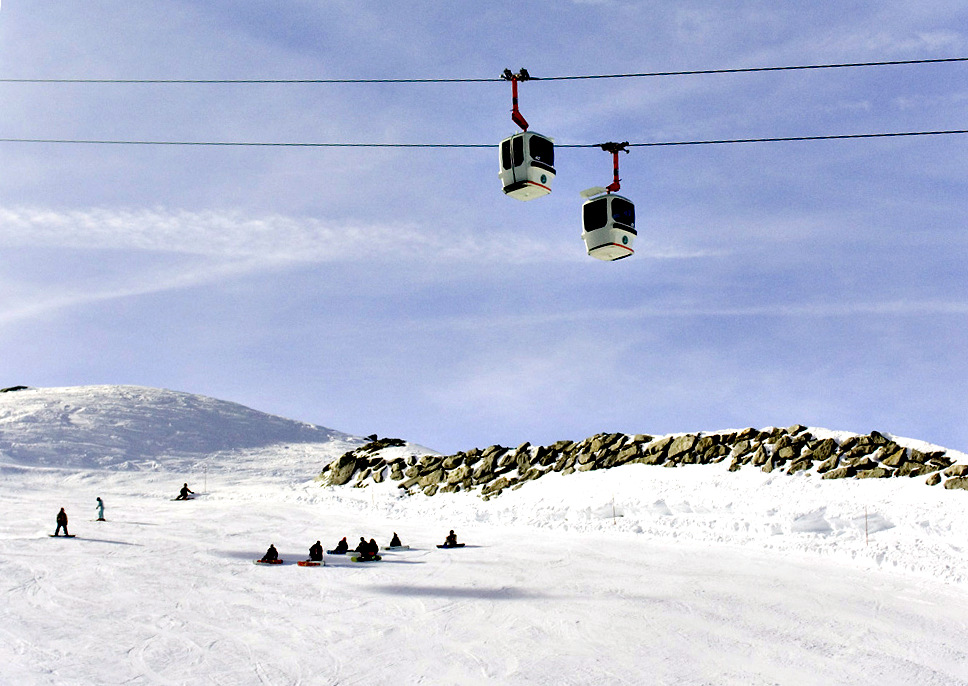
На одном из склонов района катания Гран-Монте
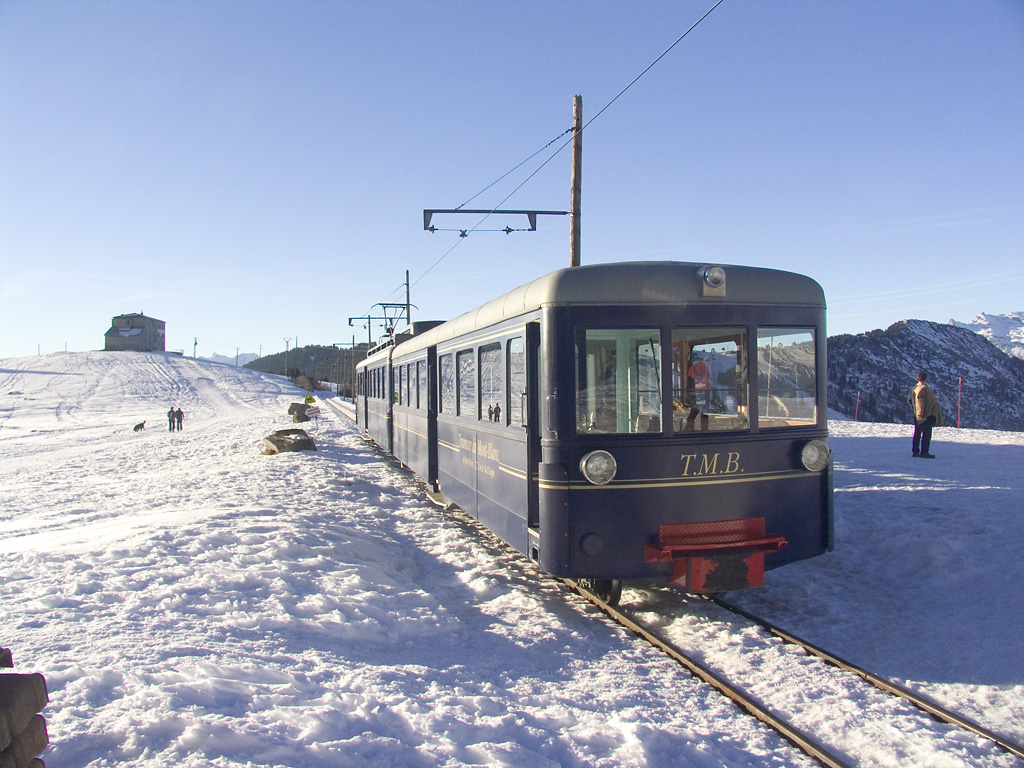
Трамвай Монблан
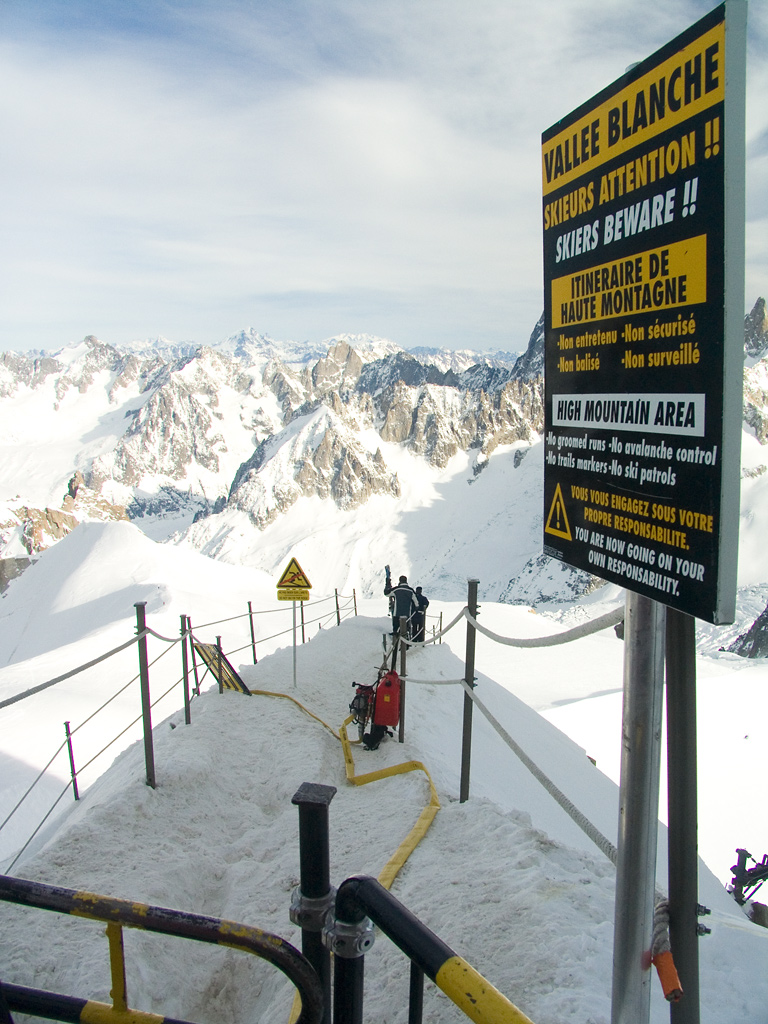
Начало спуска в Белую долину
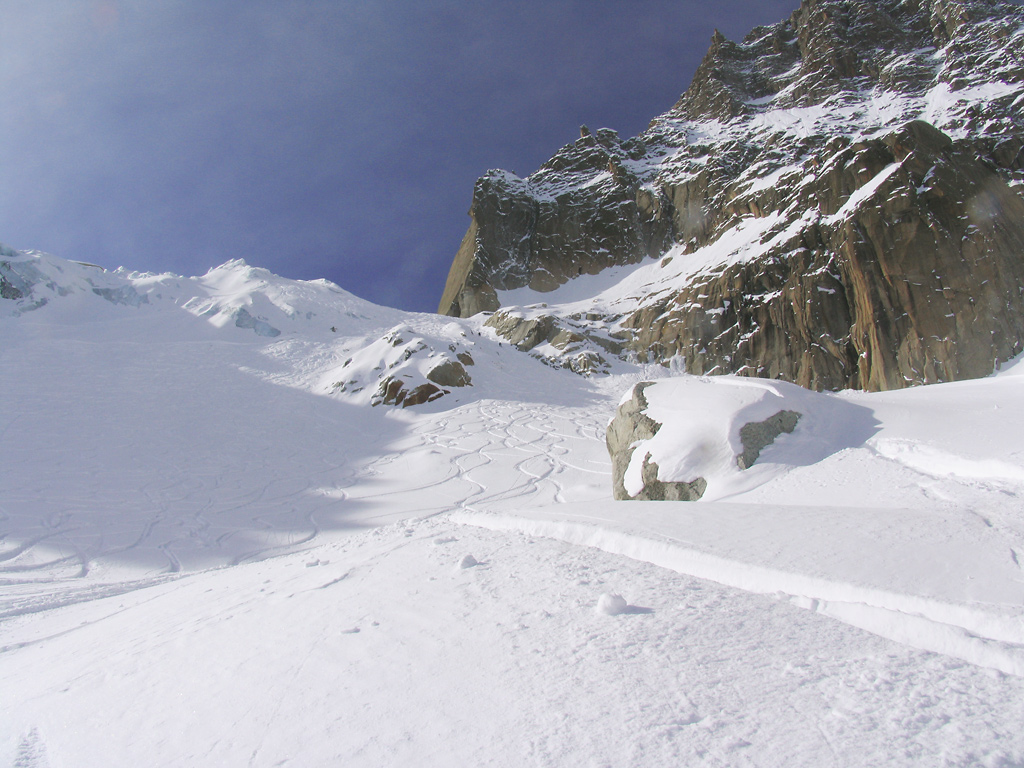
Белая долина
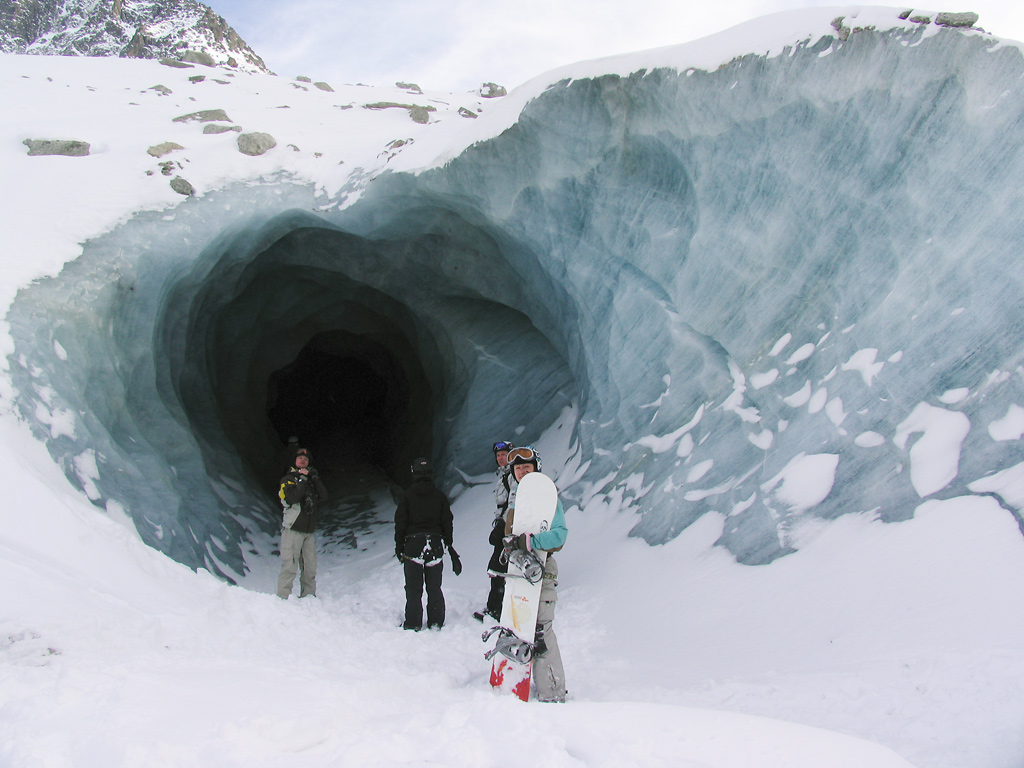
Искусственная пещера в леднике Мер-де-Гляс
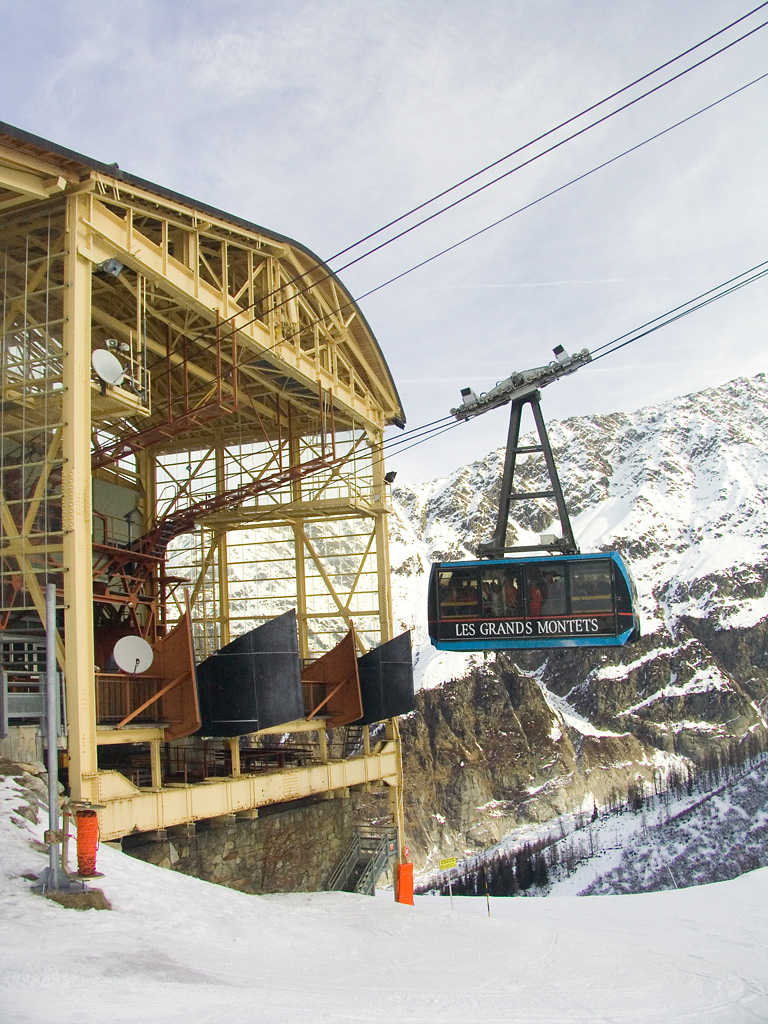
Скоростной подъёмник на Гран-Монте
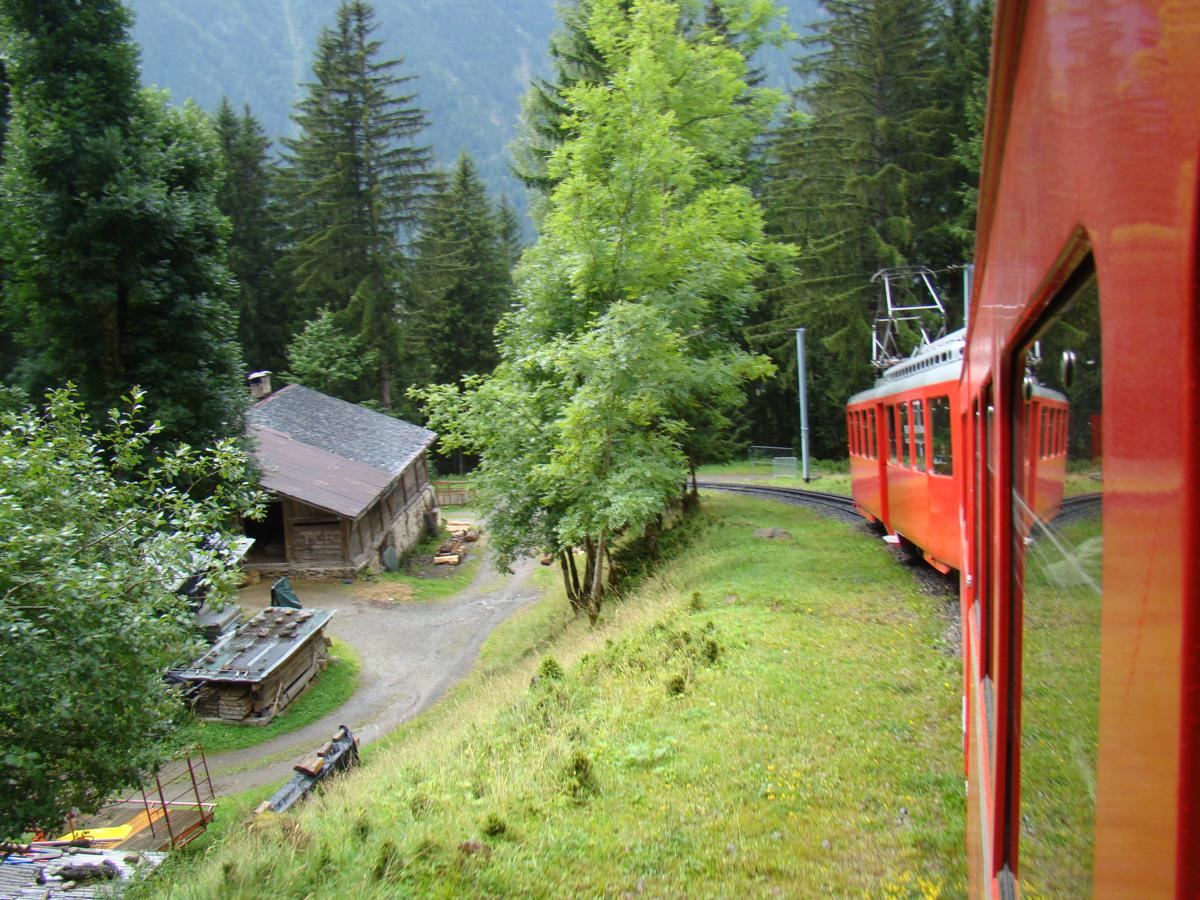
Горная железная дорога в Шамони
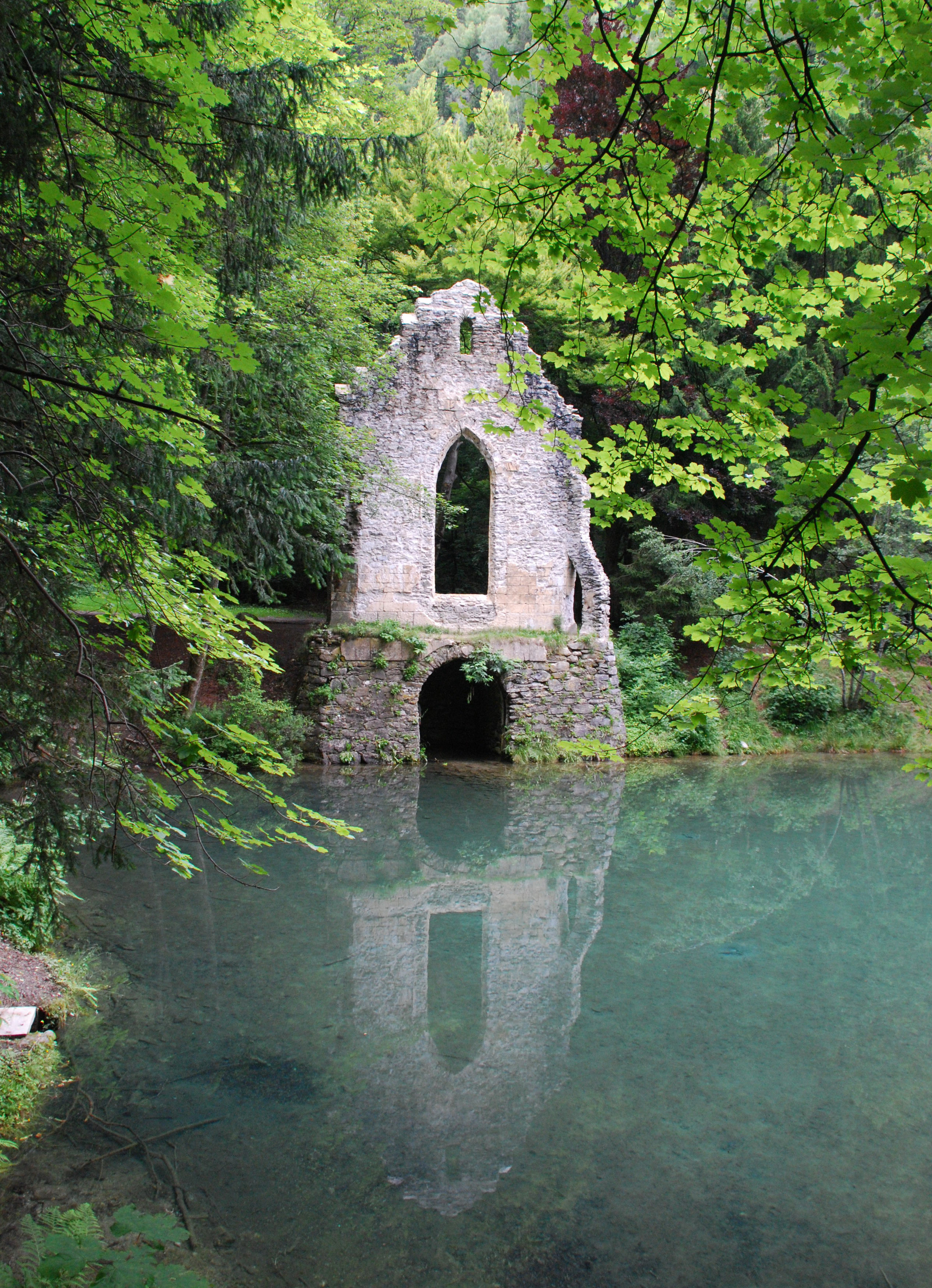
Озеро Синклер на юго-западной окраине Шамони